# 力迫
在数学学科集合论中，力迫是保罗·寇恩（Paul J. Cohen）发明的一种技术，用来证明与策梅洛-弗兰克尔公理有关的一致性和独立性结果。它在1962年首次被用来证明连续统假设和选择公理对策梅洛-弗兰克尔集合论的独立性。实际上在寇恩正式引入力迫法前，它已经被广泛地应用于递归论中。寇恩的力迫法最初是建立在分歧分层（ramified hierarchy）上，难于理解。1960年代通过梭羅維（Solovay）与斯科特（Scott）等人的努力力迫法被相当程度的重做和简化。

## 簡介
力迫法大致是一种扩张模型的方法。给定一个模型{\displaystyle M}以及模型内一个偏序{\displaystyle (P,\leq )}，通过构造通集（generic）{\displaystyle G\subseteq P}来实现模型的扩张。因为通集不在{\displaystyle M}内，所以这是一个真正的扩张。记为{\displaystyle M[G]}。它有以下性质：
1. 对于{\displaystyle M[G]}中所有元素{\displaystyle x}，都可以在{\displaystyle M}中找到一个对应的元素{\displaystyle {\dot {x}}}，即所谓的名（name）。
2. 存在一个{\displaystyle M}可定义的关系成为力迫({\displaystyle \Vdash })使得对于任何一个命题{\displaystyle \varphi (x)}，{\displaystyle M[G]}满足{\displaystyle \varphi (x)}当且仅当存在{\displaystyle p\in G}使得{\displaystyle p\Vdash \varphi ({\dot {x}})}。即{\displaystyle M[G]}中的满足关系是可以在{\displaystyle M}中定义的即使这种定义具有非常强的非一致性（它严重地依赖参数p）。

2是非常重要的一条性质。它说明力迫法对于模型的扩张是“非常小的”。扩张的模型牢牢地被原来的模型控制住，使得我们能够通过原来的模型获得扩张模型的大量的信息。在数学技巧上例如它使得我们能够对扩张模型的基数是否仍然保持住做强有力推断。
梭羅維后来对力迫法进行了非常深入地研究。他（与Tennenbaum）引入了迭代力迫并用有限支撑迭代力迫证明了蘇斯林問題。勒维（Laver）引入可数支撑迭代力迫证明了波雷尔猜想（Borel's conjecture），从而导致了正常力迫（proper forcing）的引入。现在力迫法已经成为集合论中不可缺少的工具。而且通过乌丁（Woodin）等人的工作，力迫的意义也远远不仅是集合论的一项工具。